# Attacco Hodgson
L'attacco Hodgson (anche chiamato Pseudo-Trompowsky, Attacco Levitsky, Attacco dell'Alfiere di Donna e Attacco d'Alfiere) è un'apertura di scacchi caratterizzata dalle mosse:
1.d4(?) d5
2.Ag5
A livello strategico, l'alfiere in g5 esercita una fastidiosa influenza: inchioda il pedone e Nero e può rispondere a 2...Cf6 con 3.Axf6, rinunciando alla coppia degli alfieri in cambio di una migliore struttura pedonale. L'obiettivo del Bianco è quello di provocare debolezze nel lato di Re Nero mentre questi attacca l'Alfiere.
Il Modern Chess Openings considera questa linea una variante dell'Attacco Trompowsky, benché il termine sia normalmente riservato alle mosse 1.d4 Cf6 2.Ag5. Encyclopaedia of Chess Openings tratta l'apertura nella sezione D00.

## Storia
Benché l'apertura sia stata provata da Preston Ware negli anni '80 del XIX secolo e da Stepan Levitsky all'inizio del XX, l'apertura prende comunemente il nome da Julian Hodgson che la ha studiata e giocata in modo estensivo, trovando nuove idee e ottenendo diversi successi. L'apertura è stata molto rara sino agli anni '80 del XX secolo quando fu provata da diversi giocatori, quali Michael Adams e Tony Miles. Rimane in ogni caso una apertura giocata molto meno rispetto alla linea principale 2.c4 (Gambetto di Donna)
L'impianto è stato usato da Anand, con il Bianco, contro Karpov in una partita del match per il campionato del mondo FIDE 1998 che vide prevalere il russo.

## Risposte del Nero
Il Nero ha a disposizione diverse opzioni. Può ad esempio accettare l'idea del Bianco: dopo 2...Cf6 3.Axf6 la partita diviene una Attacco Trompowsky in una variante considerata giocabile per il Nero. Mosse quali  2...c5, 2...g6, 2...c6 o 2...f6 attaccando l'alfiere sono anche possibili.
Una linea considerata solida per il Nero è attaccare l'alfiere con  2...h6 3.Ah4 c6, con l'idea per il Nero di giocare 4...Db6 alla mossa successica, attaccando il pedone in b2 approfittando della mancanza di sviluppo sul lato di Donna del Bianco.
Una risposta più rara è 2...Ag4 (Variante Welling).